# Декстер Лі
Декстер Лі (англ. Dexter Lee; нар. 18 січня 1991) — ямайський легкоатлет, який спеціалізувався в бігу на короткі дистанції.

## Спортивні досягнення
Чемпіон світу з естафетного бігу 4×100 метрів (2011, виступав у попередньому забігу).
Дворазовий чемпіон світу серед юніорів з бігу на 100 метрів (2008, 2010). Дворазовий срібний призер з естафетного бігу 4×100 метрів на чемпіонатах світу серед юніорів (2008, 2010).
Чемпіон світу серед юнаків з бігу на 100 метрів (2007). Срібний призер з комбінованого (100 + 200 + 300 + 400 метрів) естафетного бігу на чемпіонаті світу серед юнаків (2007).
Фіналіст (DNF) з естафетного бігу 4×100 метрів на Панамериканських іграх (2015).